# 120 minutos
120 minutos fue un programa de videos del canal MTV Latino, el cual se emitía todos los días a las 2 h, la duración es de 120 minutos (2 horas). Su principal característica es la difusión de artistas y grupos que no llegan a ser transmitidos en la programación habitual del canal. Este bloque ha abarcado todo tipo de tendencias, las cuales van desde el heavy metal hasta el punk rock, pasando por el indie rock y la música electrónica.

## Historia
Creado en agosto de 1999, este programa se concibió como una rotación de videos sin cortes comerciales hasta 2001, cuando se incluyeron estos dentro del programa. A veces la lista de videos que se emitía en un día específico se repetían en otros, cosa que no sucedía con Videorama, otras veces emitían clásicos de rock alternativo de los años 1980 y 1990, también emitían 3 videos de un mismo artista, lo que se consideró como la cuna de los artistas de culto del canal MTV Latino.
A partir de 2003, con la aparición del programa Alerta MTV, varios artistas nuevos que hacían parte de esta franja de videos, se dieron a conocer durante la programación habitual del canal, y en ese momento sus videos eran colocados en otros programas derivados de MTV Latino. 2005 fue el año en que 120 minutos dejó de existir y fue reemplazado por Asterisco pero su espíritu se ha conservado.
El 12 de marzo de 2018 regresa a la señal Sur de MTVLA en su formato original, con nueva imagen, en el clásico horario de 2 a 4 h, todos los días, aunque a veces se emite aproximadamente de 3 a 5 h. Se destaca además la difusión de artistas emergentes argentinos del género trap, indie rock y alternativo durante la primera hora, mientras que en la segunda hora hay playlist de artistas de rock alternativo de las décadas de 1990, 2000, hasta mediados de los 2010, y en menor medida de 1960, 1970 y 1980.
El 29 de abril de 2019 tuvo un breve regreso en la señal Norte y Centro de MTVLA semanalmente los lunes de 2 a 4 h hasta el año siguiente. La mayoría de los videos que se transmiten en el bloque eran transmitidos en la programación regular del extinto canal VH1 Latinoamérica (2004-2020), canal hermano de MTV.
En septiembre de 2022 la señal Sur cambió de formato emitiendose artistas pop, hasta que finalmente el programa llegó a su fin el 26 de junio de 2023.

## Contenido
Algunos artistas destacados que han pasado por la versión original del segmento de videoclips son:
- Bad Religion
- Belle and Sebastian
- Björk
- Bright Eyes
- Green Day
- Marilyn Manson
- Morrissey
- Nirvana
- PJ Harvey
- Rancid
- Slipknot
- Stereophonics
- Type O Negative